# 金学献
金学献（1848年—？），清朝人，是一名清朝政治人物。
光緒二年，登進士。光绪二十八年接替王贵任兴化府知府一职，光绪二十八年由宝康接任。